# Euskal Herriko Alderdi Sozialista
Euskal Herriko Alderdi Sozialista (Parti socialiste du Pays basque ou Parti socialiste du peuple basque en basque, EHAS) est le premier parti nationaliste basque actif en France et en Espagne.
Il est fondé en novembre 1975 à la suite de la fusion d'Eusko Alderdi Sozialista (Parti socialiste basque, EAS), présent en Espagne, et d'Herriko Alderdi Sozialista (Parti socialiste populaire, HAS), présent en France, dans lesquels militent plusieurs figures de la culture et de la langue basque.
En Espagne, le parti disparait en juillet 1977 afin de créer une nouvelle organisation, Herri Alderdi Sozialista Iraultzailea (Parti socialiste révolutionnaire populaire, HASI), tandis qu'en France il s'autodissout en 1981.

## Idéologie
L'idéologie d'EHAS est une combinaison du communisme et du nationalisme basque, militant pour la création d'un État basque comprenant l'ensemble du Pays basque, c'est-à-dire les sept provinces (Alava, Biscaye, Guipuscoa, Labourd, Navarre, Basse-Navarre, Soule) aussi bien celles situées dans l'Etat espagnol que celles dans l'Etat français. Le nouveau parti, héritier d'Eusko Alderdi Sozialista (EAS), est proche d'ETA militaire.

## LaKoordinadora Abertzale Sozialista(KAS)
Le 1er août 1975 est présentée la clandestine Koordinadora Abertzale Sozialista (KAS), alors promue par ETA politico-militaire (ETA-pm) et initialement composée par les partis Langile Abetzale Iraultzaileen Alderdia (LAIA), Eusko Alderdi Sozialista (EAS) et Herriko Alderdi Sozialista (HAS), en plus d'un petit groupe appelé ELI. Plus tard, d'autres organisations rejoignent KAS : le syndicat Langile Abertzaleen Batzordeak (LAB), l'organisation de masses Abertzale Sozialista Komiteak et ETA militaire. Ainsi, lors de sa création, EHAS récupére le rôle alors dévolu aux deux partis dont il est issu (EAS et HAS) : être le parti le plus proche des objectifs et de la stratégie d'ETA militaire.
Fruit du travail commun réalisé par les organisations de KAS, est approuvée en juillet 1976 l'Alternative KAS, proposée par ETA-pm, modifiée par EHAS sur plusieurs points et acceptée par les différentes organisations de KAS en dehors de l'organisation syndical Langile Abertzale Komiteak (LAK) et d'un secteur de LAIA (pour qui cette proposition supposait un niveau d'exigence insuffisant). La dite proposition fixe les conditions minimales nécessaires pour que les deux branches d'ETA cessent la lutte armée. L'Alternative KAS est l'un des piliers du nationalisme basque pendant longtemps, d'autres organisations l'assumant par la suite après l'avoir rejetée.
EHAS est également membre d'Euskal Erakunde Herritarra, un organisme éphémère qui regroupe différentes organisations de gauche, nationalistes basques ou pas, créé en février 1977 devant l'imminence de l'organisation des premières élections démocratiques à la suite de la mort du dictateur Francisco Franco.

## Trajectoire
Le soutien populaire au parti, dans l'État espagnol, n'est jamais mis à l'épreuve. En effet, son existence ne sera jamais légalisée. Si le parti est proche de participer aux élections générales de 1977 au sein de la coalition Euskadiko Ezkerra, il retira finalement ses candidats et son soutien, demandant activement l'abstention, comme le font LAIA et ETA militaire.
La section d'Iparralde (Pays basque nord), dirigée par Manex Goyhenetche, a des relations avec l'Union démocratique bretonne (UDB). Elle participe aux élections municipales de 1977 avec des résultats assez modestes, son meilleur résultat étant obtenu à Hasparren avec 8 % des voix. Elle participe également aux élections législatives de 1978 et aux élections cantonales de 1979.
EHAS publiait une revue mensuelle trilingue (castillan, français et basque), Euskaldunak.
L'un des membres les plus connus du parti est Santiago Brouard.

## Disparition
Dans l'État espagnol, EHAS disparait le 3 juillet 1977 par une fusion avec Eusko Sozialistak, un parti critique d'ETA et proche du syndicat Union syndicale ouvrière, afin de former Herri Alderdi Sozialista Iraultzailea (HASI), qui célébra son assemblée de fondation à Aretxabaleta. L'importance d'EHAS vient principalement du fait qu'il est le parti le plus proche d'ETA militaire mais aussi qu'il est à l'origine de la fondation d'Hasi, futur noyau principal de la coalition Herri Batasuna.
Dans l'État français, EHAS ne se transforme pas en Hasi et continue à exister jusqu'en 1981, occupant l'espace électoral laissé par Enbata. À partir de ce moment, l'idée que le nationalisme basque doit concentrer ses forces dans la lutte dans l'État espagnol commence à se diffuser. Cette idée est reprise quelques années plus tard par Euskal Batasuna, formation existant en Pays basque français, et qui retrouve l'influence d'EHAS.